# 1677 Tycho Brahe
Az 1677 Tycho Brahe (ideiglenes jelöléssel 1940 RO) a Naprendszer kisbolygóövében található aszteroida. Yrjö Väisälä fedezte fel 1940. szeptember 6-án, Turkuban.
A névadóról lásd Tycho Brahe c. szócikkünket.